# Gregory Harbaugh
Gregory Jordan Harbaugh (Cleveland, 15 april 1956) is een voormalig Amerikaans ruimtevaarder. Harbaugh zijn eerste ruimtevlucht was STS-39 met de spaceshuttle Discovery en vond plaats op 28 april 1991. Tijdens de missie werden een aantal experimenten uitgevoerd voor het Amerikaanse Ministerie van Defensie.
Harbaugh maakte deel uit van NASA Astronaut Group 12. Deze groep van 15 astronauten begon hun training in juni 1987 en werden in augustus 1988 astronaut. In totaal heeft Harbaugh vier ruimtevluchten op zijn naam staan, waaronder een missie naar het Russische ruimtestation Mir. Tijdens zijn missies maakte hij drie ruimtewandelingen. In 2001 verliet hij NASA en ging hij als astronaut met pensioen. 